# Anatopynia apicina
Anatopynia apicina är en tvåvingeart som beskrevs av Edwards 1931. Anatopynia apicina ingår i släktet Anatopynia och familjen fjädermyggor. Inga underarter finns listade i Catalogue of Life.